# گوووچویتسه
گوووچویتسه (به لاتین: Główczewice) یک روستا در لهستان است که در گمینا بروسه واقع شده‌است. گوووچویتسه ۲۵۲ نفر جمعیت دارد.